# 岡村基春
岡村 基春（おかむら もとはる、1901年 - 1948年7月13日）は、日本の海軍軍人。海軍兵学校第50期卒業。最終階級は海軍大佐。

## 経歴
1901年高知県安芸郡井ノ口村（現在の安芸市井ノ口）の瓦葺き職人の父岡村熊之助のもとに生まれる。兄に岡村徳長、妹聖子の夫に江草隆繁がいる。1922年6月1日海軍兵学校50期を卒業。第13期飛行学生を戦闘機搭乗員として卒業。1928年鳳翔勤務時、振武盃を下賜される。
飛行学生17期の出身で、三式艦上戦闘機搭乗以来の長いキャリアを持つ戦闘機搭乗員で、特に編隊飛行の名手であり、横須賀航空隊分隊長時代、戦闘機の特殊編隊飛行の公演を行って「岡村サーカス」の名前で知られた。
1933年5月、「固定銃空中射撃教育法ニ就キ」の研究で恩賜研学資金を受賞する。1934年6月11日、三菱七試艦上戦闘機2号機の試験飛行中、水平錐揉み状態となって落下傘で降下したが、左手の中指、薬指、小指の三本根元から切断してしまった。岡村はその事故で見舞金600円（現在価値で300万円）を受けたが、傷が完治すると実験の関係者を呼んで、連日横須賀の料亭で祝杯を挙げ、その600円を使い果たした上に200円の借金まで作るほど、実験の関係者に対して気を配ったという。真木成一は岡村について「身長は160センチ、52～53キロの小軀ではあるが、土佐っ子らしく豪放磊落な反面、案外細かい所に気を配る情熱家であった」「戦後出版された何かの本で、岡村氏は之（七試艦戦の事故）が為、飛行機の操縦は不可能となり以来陸上勤務なったと読んだことはあるが、操縦はできたのである。ただ、スロットルレバーの操作がやや不自由であったようである」と話している。1935年、横空で戦闘機無用論を支持して意見書を提出した。
1937年8月、日中戦争勃発。第十二航空隊で飛行隊長を務める。1939年11月、中佐。
1941年12月、太平洋戦争勃発。1942年10月5日、第3航空隊司令。1942年11月1日、3空の改称に伴い第二〇二海軍航空隊司令。1943年9月15日、第五〇二海軍航空隊司令。
1944年2月15日、神ノ池航空隊司令。1944年5月1日大佐。1944年5月2日第341航空隊司令。
マリアナ沖海戦敗北後の1944年6月19日、岡村は第二航空艦隊司令長官福留繁中将と参謀長杉本丑衛大佐に「戦勢今日に至っては、戦局を打開する方策は飛行機の体当たり以外にはないと信ずる。体当たり志願者は、兵学校出身者でも学徒出身者でも飛行予科練習生出身者でも、いくらでもいる。隊長は自分がやる。300機を与えられれば、必ず戦勢を転換させてみせる」と意見具申した。数日後、福留は上京して、岡村の上申を軍令部次長伊藤整一中将に伝えるとともに中央における研究を進言した。伊藤は総長への本件報告と中央における研究を約束したが、まだ体当たり攻撃を命ずる時期ではないという考えを述べた。
また、6月27日岡村は252空司令舟木忠夫とともに軍需省航空兵器総局総務局長大西瀧治郎中将に対しても、航空特攻部隊の構想を話し、特攻に適した飛行機の開発を要望した。桑原虎雄中将によれば「大西君は岡村大佐らの建策を支持し、嶋田軍令部総長に、ぜひとも採用しなさいと進言しておった。が、軍令部はなかなか採用しなかった」という。
サイパンが陥落した後に、岡村は真木成一にB29への体当たり戦法の訓練も相談している。
岡村は軍令部に大田正一特務少尉発案の特攻兵器桜花を使いたいと要望して、8月桜花の開発が始まった。1944年9月15日桜花部隊の編成準備委員長に就任する。
1944年10月1日特攻兵器桜花の専門部隊である第721海軍航空隊（神雷部隊）司令に着任。神雷部隊は岡村司令の命名である。由来は疾風迅雷の音を取った。岡村は、志願者を蜂の大群と呼んで「蜂は一度相手をさしたら死ぬ」と言っていた。岡村は隊員に気を使い、出撃までは隊員の自由に過ごさせていた。また、当時貴重だった砂糖が手に入ると、ぜんざいを作って隊員に振る舞っている。岡村の放任主義を見かねた中島正から721空の日常規律の乱れを指摘された岡村は「当基地ではこれでよい。部下を信じている。私の指導指揮は間違っていない。いざという時は全隊員黙って命令に従って征ってくれる。」と答え意に介さなかった。
搭乗員は夜間訓練を受けていないため、岡村は黎明攻撃を考えており風向、風速、判定方法、後方教育も指導していた。岡村は、他の隊でやっているような爆撃の固縛はしない、別々に離し、貫通によって効果を大きくする、直前で離せ、遠くでも離せ、敵に捕まったら捨てて空戦をしろ、死ぬことが目的ではない、戦果を上げるために何回でも行ってもらうと爆撃戦の指導を行った。
1945年3月21日第一神風桜花特別攻撃隊出撃。出撃前に、岡村基春大佐は援護の戦闘機が整備不良で少ないことから実施延期を第五航空艦隊司令部に上申した。しかし、司令長官宇垣纏中将は「今の状況で使わなければ使うときがないよ」と言って出撃を断行した。命令を受けた岡村は第一回目の桜花隊指揮官に決定していた野中五郎少佐を呼ぶと、岡村大佐は「おい、今日は俺が行くぞ」と交代を申し出た。野中はその岡村のことばで援護戦闘機が少ないことを察して「もう一度云ってください。何と云いましたか」「お断りします。司令、そんなに私が信用できませんか」「今日だけは、いかに司令の仰せでも、わたしは御免こうむります」と激しく交代を拒否した。野中が一度言い出したら後には引かないと岡村はよく知っていたので、野中を見つめたまま立ち尽くしたが、結局そのまま野中が出撃した。桜花は母機ごと撃墜され、戦果はなかった。岡村は代わりに出撃しなかったことをずっと悔いており、この話をするたびに目は涙でいっぱいであったという。
岡村は、その1回目の貴重な犠牲を糧に、2回目以降の桜花作戦は、白昼堂々と大編隊を組んで出撃すれば野中隊の二の舞になるとの分析をし、桜花作戦は少数機による夜間攻撃を軸とする事とした為、アメリカ軍の迎撃を掻い潜って戦果を挙げる桜花も少なからず出るようになった。
岡村は桜花の胴体内に燃料タンク増設を行い、ロケットで敵戦闘機を振り切る構想を持っていたが、1945年4月前後の実験でロケット装備に効果がないと判断している。
桜花は軍事機密扱いで日本国民にその存在を隠されていたが、1945年5月28日に機密扱いが解除された。NHKは6月13日より数日間に渡って、神雷桜花部隊の隊員らの様子を伝えるラジオ放送を全国に流したが、その際に報道班員で、岡村と同じ宿舎に寝泊まりして取材を続けていた作家山岡荘八が司会や解説をしている。山岡は取材を終えて東京に帰るときに司令の岡村に挨拶に行ったが、岡村は、第一回目の出撃で戦死した野中の位牌に供えていたウィスキーの角瓶や果物の缶詰といった、当時では貴重だった大量のお供え物を「東京も焼け野原と聞いている。家族は困っているでしょう。せめて、これをリュックに入れていってあげなさい」と渡している。
本土決戦に備えて、第五航空艦隊が鹿屋から大分へ移動した事に伴い、721空も7月末より爆戦隊を鹿屋、富高、松山、観音寺(機材のみ配備)へ分散させた。岡村司令も8月初旬に中島大八大尉の操縦する零式練戦で松山基地へ移動した。8月15日、終戦の詔勅が渙発されたが、終戦に納得できない岡村は、松山から自ら航空機を操縦して大分に飛び、第五航空艦隊司令部に抜刀せんばかりの勢いで乗り込んでいる。同日、宇垣は彗星に搭乗して17名の部下とともに沖縄に特攻し戦死した。
翌16日、第五航空艦隊司令部で海軍総隊参謀副長菊池朝三から聖旨が伝えられるが、岡村、源田実343空司令、榎尾義男701空司令は納得せず、17日横須賀、軍令部へ行き軍令部部長富岡定俊少将から説明を受けた。この時、富岡定俊は岡村と源田に、有事の際に皇族を匿う皇統護持作戦を命令する。岡村と源田で別々に人員を選抜し拠点の構成を行うように指示された。岡村のラインは湯野川守正に15名を選抜し拠点を持つように依頼するが、湯野川は自信が持てず辞退している。松山基地へ戻った岡村司令は、「全ては歴史である」と述べ、重要書類を廃棄し、8月21日に隊員を一時帰郷させた後、自らは広島県福山市に疎開をしていた妻子の許へ赴いた。8月末～9月初旬に復帰命令が出された後は、松山基地で残務整理に従事した後、終戦時に入水自殺をした加藤秀吉大佐の後任として、故郷の高知空司令に補されて残務整理に従事した。1947年11月28日、公職追放の仮指定を受けた。
1948年7月13日、GHQの召喚を受けて上京する際に、鉄道自殺をした。遺書は遺しておらず動機は不明であるが、南方の202空司令時代に部下が行った捕虜虐待の証言を避けるためだったという意見や、厚生省第二復員省での復員業務が一段落着くと周囲から見ても肩の荷が下りたように見えたとの事や、戦中常々「お前たちだけを行かせやしない。俺も必ず行く」と言っていた事、自ら特攻の発想を思いついた341空のあった千葉で自殺を遂げている事から、心中期するものがあったのではないかという意見もある。また、復員局に勤務していた為、そのつてを使って鹿児島の鹿屋や、船を借りて南海の島を特攻隊員の慰霊巡りしていた事も判明している。岡村の自殺を知った元神雷部隊の隊員であった林富士夫は「いま死んで何になるんだ。我々がやらなきゃいけないことは生きて伝えることだろう」と感想を抱いたという。

## 岡村基春を演じた人物
- 中谷一郎『あゝ決戦航空隊』（1974年公開の映画）
- 小泉博『人間の翼 最後のキャッチボール』（1996年公開の映画）

## 文献
- 加藤浩『神雷部隊始末記』2009　学習研究社
- 戦友会『海軍神雷部隊』
- 木俣滋郎『桜花特攻隊』2001　光人社NF文庫
- 山岡荘八『小説 太平洋戦争 ⑤』講談社〈講談社文庫〉、2015年。ISBN 4062931591。
- 野原一夫『宇垣特攻軍団の最期』講談社、1987年。ISBN 978-4062026086。
- デニス・ウォーナー『ドキュメント神風』 上、時事通信社、1982a。ASIN B000J7NKMO。
- デニス・ウォーナー『ドキュメント神風』 下、時事通信社、1982b。ASIN B000J7NKMO。